# Diaphorina similis
Diaphorina similis är en insektsart som beskrevs av Franklin William Pettey 1933. Diaphorina similis ingår i släktet Diaphorina och familjen rundbladloppor. Inga underarter finns listade i Catalogue of Life.